# LACP
Il Link Aggregation Control Protocol (LACP), IEEE (802.3ad) permette di raggruppare insieme più porte fisiche per ottenere un singolo canale logico (multiplazione inversa). LACP permette di automatizzare alcune funzionalità dell'aggregazione, incluso il raggruppamento automatico di porte, spedendo pacchetti LACP allo switch dall'altro lato. In assenza di LACP tali configurazioni saranno realizzate manualmente dall'amministratore. LACP è un protocollo di livello datalink che controlla attraverso quali collegamenti fisici passano i dati.
Vantaggi:
- incremento della banda disponibile fra i due switch, dato dalla somma delle singole bande
- alta affidabilità e ridondanza in quanto in caso di interruzione di un collegamento del fascio, il traffico viene mantenuto sugli altri cavi

Il funzionamento del protocollo consiste essenzialmente nello scambio di informazioni tra i due peer.